# Eerie Guest Studios
Eerie Guest Studios es un estudio desarrollador de videojuegos, con sede en Hilversum, Países Bajos. Fue fundado en 2020 tras la compra de Dynamic Pixels por parte de tinyBuild.

## Historia
Tras la compra en 2020 de Dynamic Pixels, desarrolladores de Hello Neighbor, por parte de tinyBuild, se invirtieron 15 millones de dólares en la franquicia de Hello Neighbor para llevar a más medios la franquicia y fundar un nuevo estudio, Eerie Guest Studios.
Eerie Guest Studios está formado por los trabajadores de Dynamic Pixels. El estudio está trabajando actualmente en Hello Neighbor 3.

## Juegos

### Hello Neighbor 2
Hello Neighbor 2 es la secuela del videojuego Hello Neighbor. Fue lanzado el 6 de diciembre de 2022.

#### Desarrollo
El comienzo del desarrollo data de alrededor de 2019, antes de que tinyBuild comprará Hello Neighbor y fundará el estudio. Se lanzaron un prototipo y una pre-alpha con el nombre de "Hello Guest" . Tras la fundación de Eerie Guest Studios, se anunció oficialmente el juego como Hello Neighbor 2 y se lanzaron dos alfas. Tenía una fecha prevista de lanzamiento en 2021. 
En 2021, se mostraron avances y más detalles del juego en eventos de videojuegos y páginas. A finales de ese año, el juego se retrasó. Se anunció una beta junto con una fecha de pedido anticipado el día 7 de abril de 2022. Ese día, se anunció oficialmente la fecha de lanzamiento.
Hello Neighbor 2 se lanzó el día 6 de diciembre de 2022, recibiendo críticas mixtas por su falta de promesas, errores y corta duración, pero alabado por sus visuales, personajes y diseño de niveles.
Parches
Hello Neighbor 2 recibió 9 parches de contenido, que se basaron principalmente en mejoras, nuevo contenido y solución de errores.
Estaba previsto un décimo parche que expandiría la historia y daría un nuevo final al juego, pero fue cancelado durante 2024 para que los desarrolladores se enfocarán en Hello Neighbor 3.

#### Fin del desarrollo
El día 17 de diciembre de 2024, a través de un diario de desarrollo de Hello Neighbor 3, se anunció el fin del desarrollo de Hello Neighbor 2, debido a que los desarrolladores querían enfocarse en la nueva entrega. 

### Hello Neighbor 3
El día 10 de noviembre de 2024, se anunció oficialmente la tercera entrega de la saga con un primer diario de desarrollo a través de un episodio de la adaptación animada del videojuego. También se hizo pública la página de Steam.